# Mascotte (Florida)
Mascotte és una població dels Estats Units a l'estat de Florida. Segons el cens del 2000 tenia 2.687 habitants.

## Demografia
Segons el cens del 2000, Mascotte tenia 2.687 habitants, 803 habitatges, i 634 famílies. La densitat de població era de 426,9 habitants/km².
Dels 803 habitatges en un 47,4% hi vivien nens de menys de 18 anys, en un 56,5% hi vivien parelles casades, en un 10,6% dones solteres, i en un 21% no eren unitats familiars. En el 12,6% dels habitatges hi vivien persones soles el 3,4% de les quals corresponia a persones de 65 anys o més que vivien soles. El nombre mitjà de persones vivint en cada habitatge era de 3,33 i el nombre mitjà de persones que vivien en cada família era de 3,56.
Per edats la població es repartia de la següent manera: un 33,2% tenia menys de 18 anys, un 12,1% entre 18 i 24, un 33,1% entre 25 i 44, un 16% de 45 a 60 i un 5,6% 65 anys o més.
L'edat mediana era de 28 anys. Per cada 100 dones de 18 o més anys hi havia 131,4 homes.
La renda mediana per habitatge era de 38.558 $ i la renda mediana per família de 40.483 $. Els homes tenien una renda mediana de 24.139 $ mentre que les dones 18.750 $. La renda per capita de la població era de 12.346 $. Entorn del 10,8% de les famílies i el 15,7% de la població estaven per davall del llindar de pobresa.

## Poblacions més properes
El següent diagrama mostra les poblacions més properes.